# 손주환 (정치인)
손주환(孫柱煥, 1939년 4월 20일~2022년 1월 1일)은 대한민국의 정치인이다. 제13대 국회의원을 지냈다.

## 학력
- 마산고등학교 졸업
- 고려대학교 법과대학 법학 학사
- 경남대학교 대학원 정치외교학 석사
- 경남대학교 대학원 정치외교학 박사
- 컬럼비아 대학교 대학원 언론학 수료

## 경력
- 경향신문 월남특파원
- 중앙일보 편집국장 대리, 이사
- 한국기자협회 회장
- 관훈클럽 총무
- 제13대 국회의원
- 민주정의당 기획조정실장
- 민주자유당 국책연구원 부원장
- 대통령비서실 정무수석비서관
- 공보처 장관
- 한국국제교류재단 이사장

## 여담
- 그의 사촌 누나는 손명순이고 사촌 매형은 김영삼이다.
- 그의 사위는 SBS 전 기자, SBS 8 뉴스 전 앵커인 김성준이다.

## 역대 선거 결과
| 실시년도 | 선거  | 대수 | 직책     | 선거구 | 정당       | 득표수      | 득표율         | 순위        | 당락 | 비고 |
| -------- | ----- | ---- | -------- | ------ | ---------- | ----------- | -------------- | ----------- | ---- | ---- |
| 1988년   | 총선  | 13대 | 국회의원 | 전국구 | 민주정의당 | 6,670,494표 | \| \| 34.0% \| | 전국구 25번 |      | 초선 |
|          | 34.0% |      |          |        |            |             |                |             |      |      |